# La Chapelle-Gauthier (Seine-et-Marne)
La Chapelle-Gauthier [la ʃapɛl ɡotje] ist eine französische Gemeinde mit 1.398 Einwohnern (Stand 1. Januar 2022) im Département Seine-et-Marne in der Region Île-de-France. Sie gehört zum Arrondissement Provins und zum Kanton Nangis.

## Lage
Das Gemeindegebiet wird im Norden vom Fluss Almont durchquert.
Nachbargemeinden von La Chapelle-Gauthier sind: Bréau, Bombon, Les Écrennes, Fontenailles und Saint-Ouen-en-Brie.

## Geschichte
La Chapelle-Gauthier hieß früher La Chapelle-en-Brie.

## Sehenswürdigkeiten
- Die Kirche Saint-Martin-et-Sainte-Catherine stammt aus dem 13. Jahrhundert.
- Die Burg (12. Jahrhundert) gehörte im 14. Jahrhundert Jean Jouvenel, dem Pariser Prévôt des marchands; sie wurde nach 1616 von Henri II. de Bourbon, prince de Condé als Schloss wiederhergestellt.

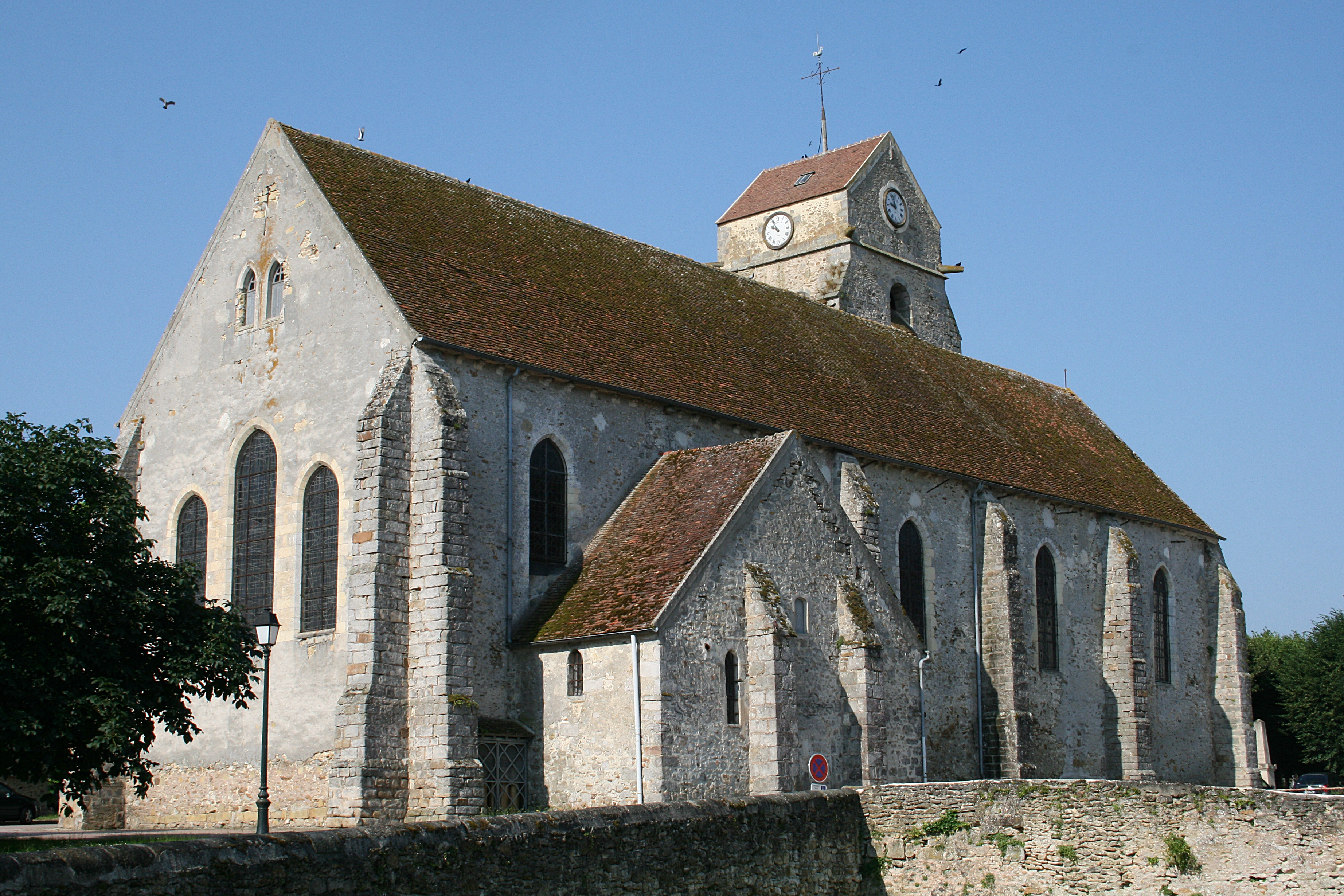
Kirche Saint-Martin-et-Sainte-Catherine
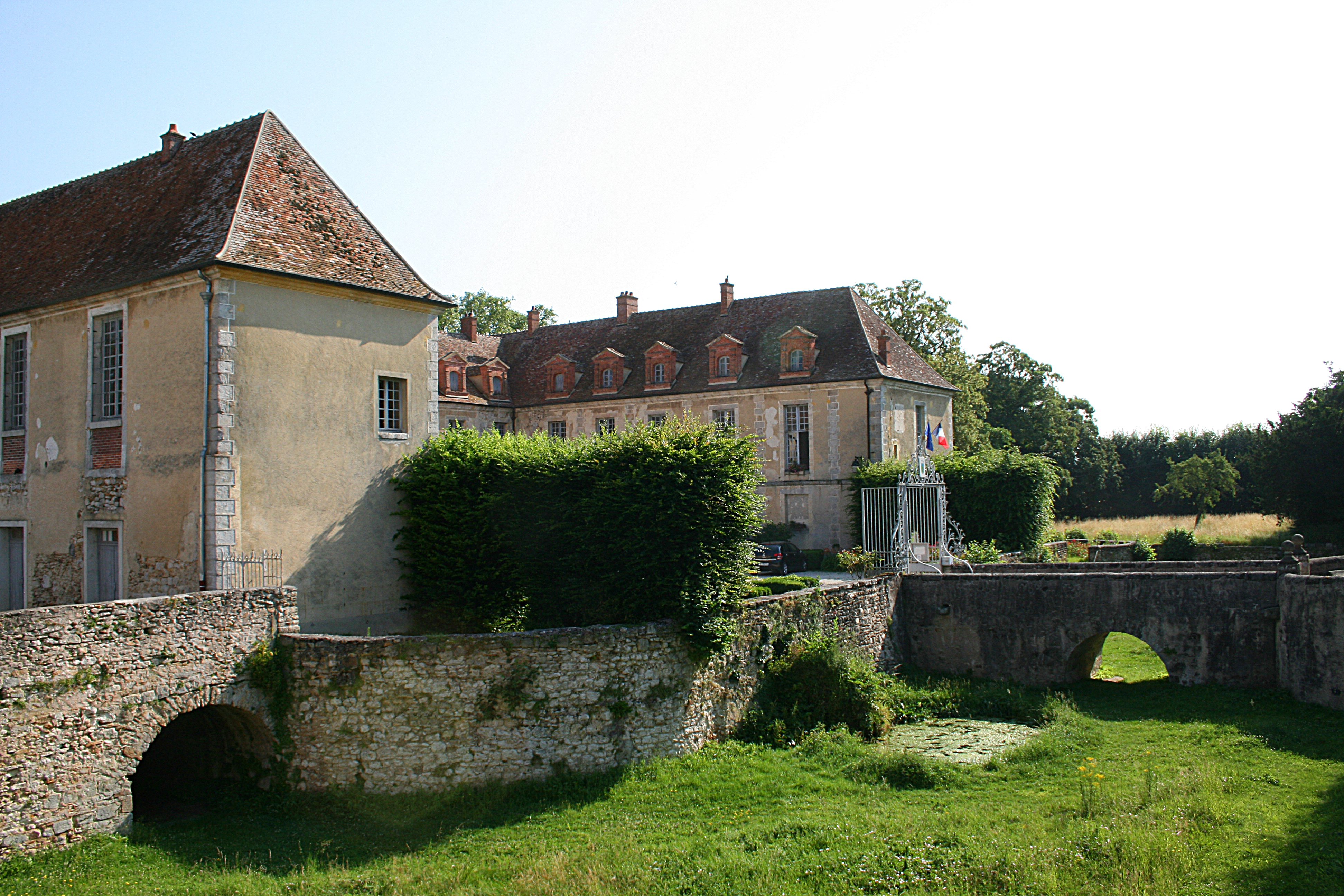
Schloss und Burggraben
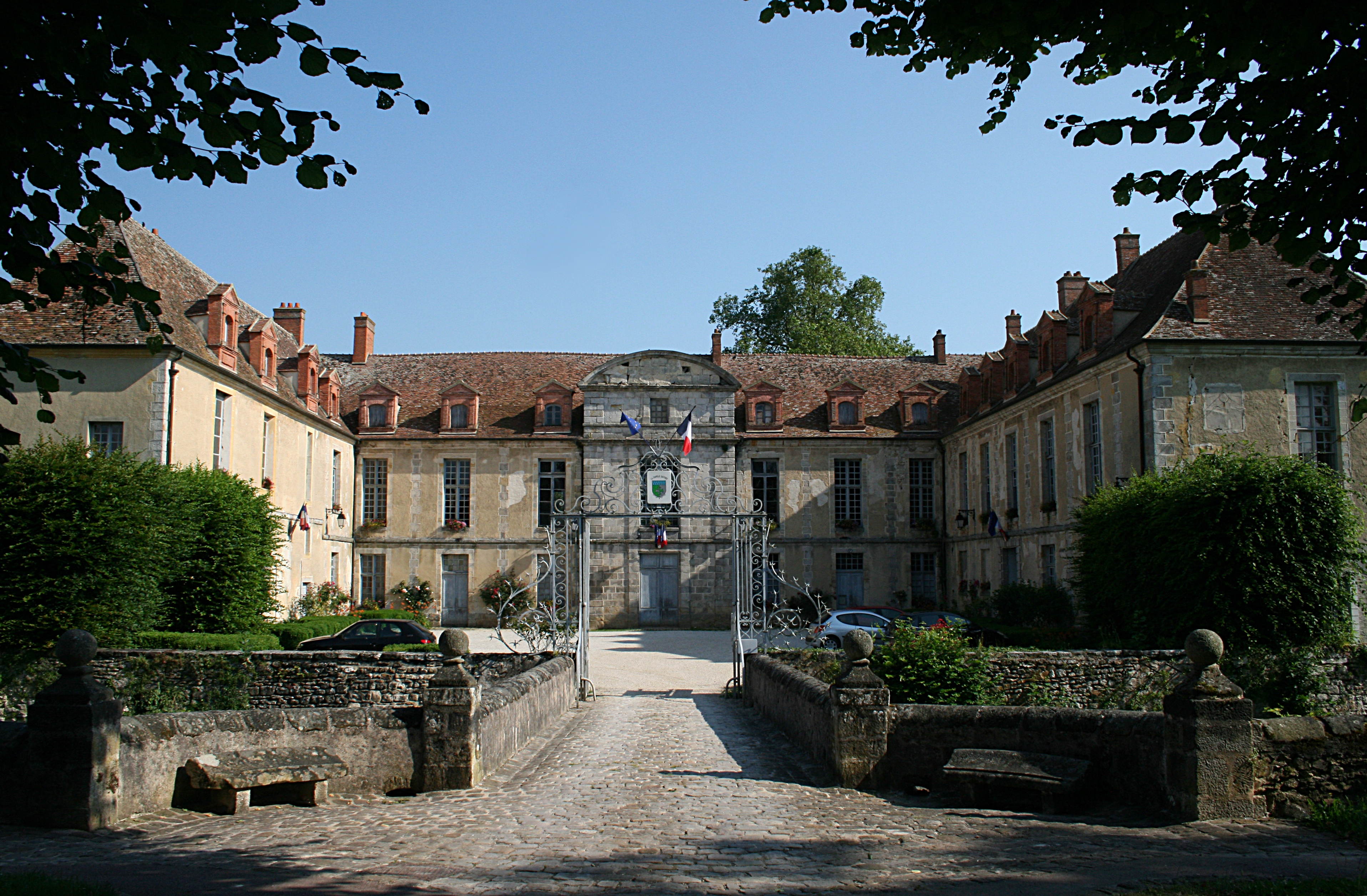
Mairie (Rathaus) im Schloss

Siehe auch: Liste der Monuments historiques in La Chapelle-Gauthier (Seine-et-Marne)

## Persönlichkeiten
- Jean Noret (1909–1990), Radrennfahrer